# Le Plessis-Grammoire
Le Plessis-Grammoire település Franciaországban, Maine-et-Loire megyében. Lakosainak száma 2649 fő (2022. január 1.). Le Plessis-Grammoire Saint-Barthélemy-d’Anjou, Verrières-en-Anjou, Rives-du-Loir-en-Anjou és Loire-Authion községekkel határos.

## Népesség
A település népességének változása:
| Lakosok száma | 780  | 1545 | 1718 | 2142 | 2335 | 2327 | 2381 | 2552 | 2594 | 2649 |
|               | 1968 | 1982 | 1990 | 2006 | 2013 | 2015 | 2017 | 2019 | 2020 | 2022 |